# Bobby Jindal
 (juillet 2016).
Si vous disposez d'ouvrages ou d'articles de référence ou si vous connaissez des sites web de qualité traitant du thème abordé ici, merci de compléter l'article en donnant les références utiles à sa vérifiabilité et en les liant à la section « Notes et références ».
Piyush Jindal dit Bobby Jindal, né le 10 juin 1971 à Baton Rouge (Louisiane), est un homme politique américain membre du Parti républicain. Il est représentant de la Louisiane au Congrès des États-Unis de 2005 à 2008 et gouverneur de l'État du 14 janvier 2008 au 11 janvier 2016.
Il est le seul Indo-Américain à siéger au cours du 109e congrès (mandature de 2005 à 2007) et le second Indo-Américain à avoir été élu au Congrès fédéral après Dalip Singh Saund (en). Il est également le premier Indo-Américain à diriger un État des États-Unis.

## Biographie

### Enfances et études
Né de parents immigrés d'Inde, il abandonne l'hindouisme à l'école secondaire et se convertit au catholicisme.
Diplômé avec mention en biologie et en politique publique à l'université Brown, il bénéficie d'une bourse scolaire Rhodes pour acquérir une maîtrise en politique à l'université d'Oxford.

### Carrière professionnelle
Bobby Jindal est successivement secrétaire du département de la Santé et des Hôpitaux de l'État de Louisiane, directeur exécutif de la commission nationale bipartisane sur la réforme de Medicare et le plus jeune président d'université de Louisiane.

### Carrière politique
En 2003, Bobby Jindal se lance dans une carrière politique en se présentant à l'élection de gouverneur de Louisiane. Aux primaires du Parti républicain, il arrive en tête des prétendants avec 33 % des suffrages et est donc sélectionné comme candidat républicain. Aux élections du 15 novembre 2003, il est cependant battu avec 48 % des suffrages par la candidate conservatrice du Parti démocrate, Kathleen Blanco, qui obtient 52 % des votes. Selon les observateurs, la défaite de Jindal serait due aux électeurs blancs conservateurs du Nord de l'État, qui auraient refusé de voter pour lui parce qu'il n'était pas blanc, bien que républicain. En outre, le Parti démocrate avait fait le choix judicieux de sélectionner une candidate conservatrice, signifiant ainsi que les électeurs conservateurs du Sud pouvaient toujours voter pour un démocrate, et même une femme, du moment que ce candidat était lui-même étiqueté notoirement comme conservateur.
En 2004, Bobby Jindal est élu avec 78 % des suffrages à la Chambre des représentants des États-Unis.

#### Gouverneur de Louisiane
De nouveau candidat au poste de gouverneur de Louisiane au côté de onze autres prétendants, Bobby Jindal est élu dès le premier tour, le 20 octobre 2007, avec 699 672 voix, soit 54 % des suffrages contre 223 364 voix, soit 17 % à Walter Boasso (en), son adversaire démocrate le plus proche. Selon beaucoup, sa victoire est due à la gestion désastreuse des conséquences de l'ouragan Katrina en août et septembre 2005 par l'administration démocrate de l'État. Il prend ses nouvelles fonctions le 14 janvier 2008.
Le 22 octobre 2011, il est réélu gouverneur au premier tour avec 66 % des voix.
Début mai 2008, des membres de l'équipe de campagne de John McCain évoquent le nom de Bobby Jindal comme possible colistier pour le ticket républicain à l'élection présidentielle de novembre 2008. C'est finalement Sarah Palin qui est choisie.

### Vie privée
En 1997, Bobby Jindal épouse Supriya Jolly, avec qui il a trois enfants : Celia, Shaan et Slade.

## Convictions politiques
Bobby Jindal est un républicain conservateur. Il déclare être totalement opposé à l'avortement mais est cependant favorable aux méthodes de contraception d'urgence, bien que celles-ci puissent être considérées comme des techniques d'avortement. Son État est le premier à avoir établi la peine de mort pour les personnes condamnées pour viol d'enfant n'ayant pas entraîné la mort de la victime. Mais une décision de la Cour suprême déclare inconstitutionnelle cette loi.
En 2008, il signe une loi ordonnant aux tribunaux d'imposer la castration chimique en cas de récidive de certains crimes sexuels.
Il a également soutenu un amendement constitutionnel pour protéger le drapeau des États-Unis de tout outrage.

### Articles annexes
- Liste des représentants de Louisiane